# 四眼泉
四眼泉或四喷泉（義大利語：Quattro Fontane) 是一组文艺复兴后期的喷泉，位于罗马四眼泉街（Via delle Quattro Fontane）与奎利那雷街（Via del Quirinale）的交叉口。由教宗西斯都五世委托，安装于1588年到1593年。四眼泉的人物分别代表台伯河（罗马的象征）、阿诺河（佛罗伦萨的象征）、女神狄安娜（贞洁的象征），以及女神朱诺（力量的象征）。阿诺河、台伯河和朱诺喷泉是Domenico Fontana的作品，狄安娜喷泉由画家和建筑师皮得罗·达·科尔托纳设计。 
由博罗米尼设计的巴洛克风格的四泉聖嘉祿堂，因位于四眼泉附近而得名。

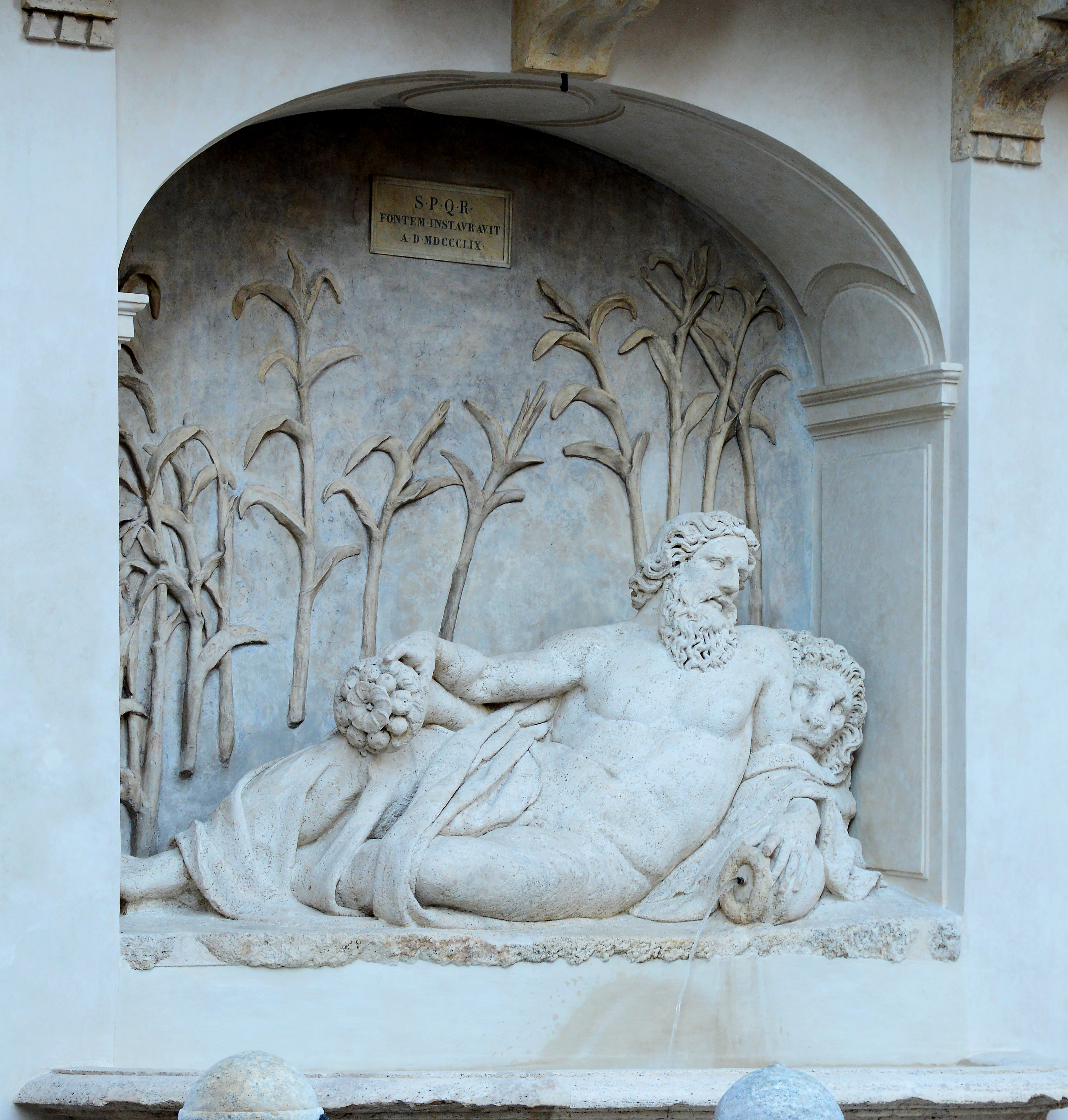
阿诺河
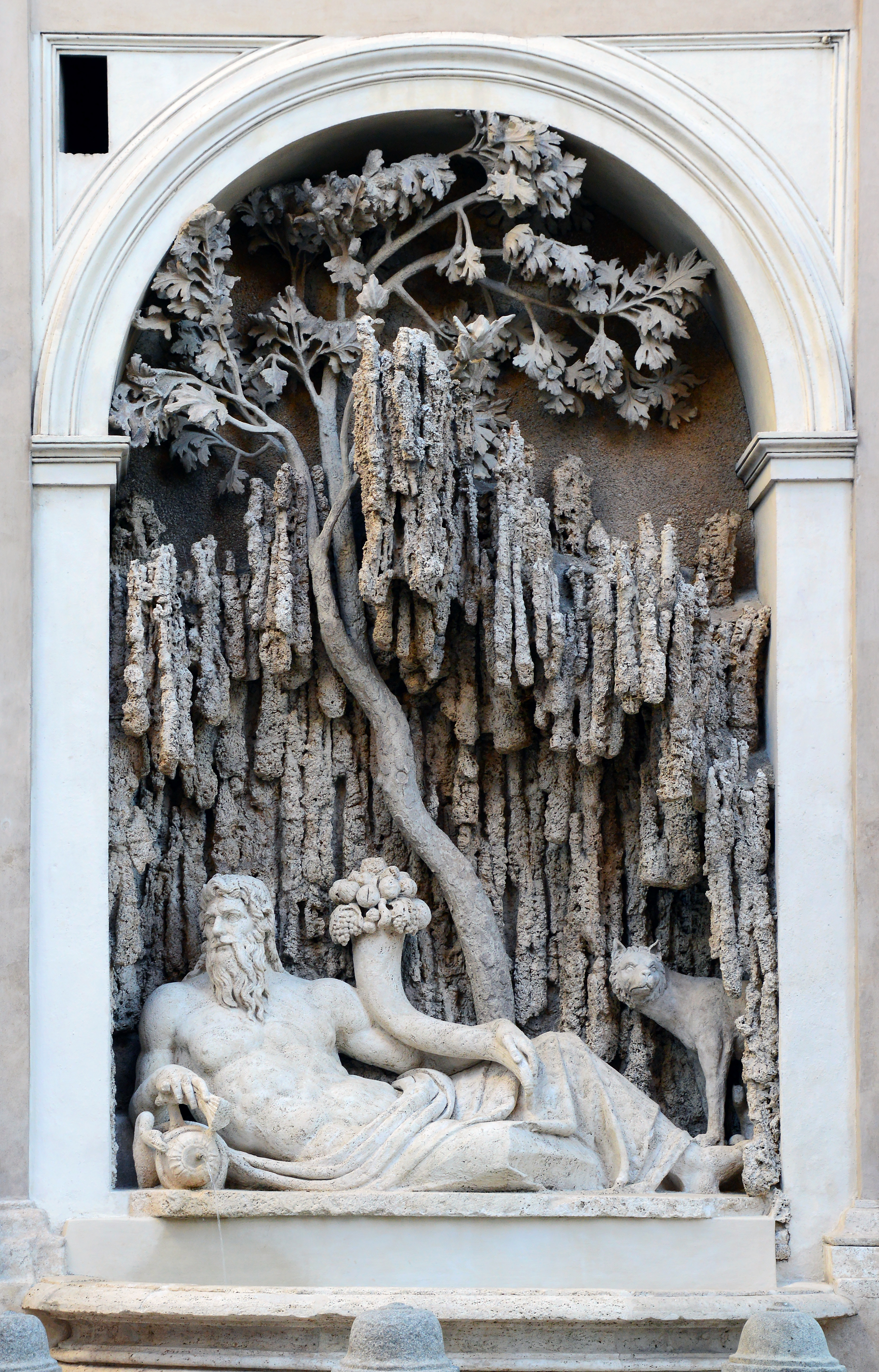
台伯河
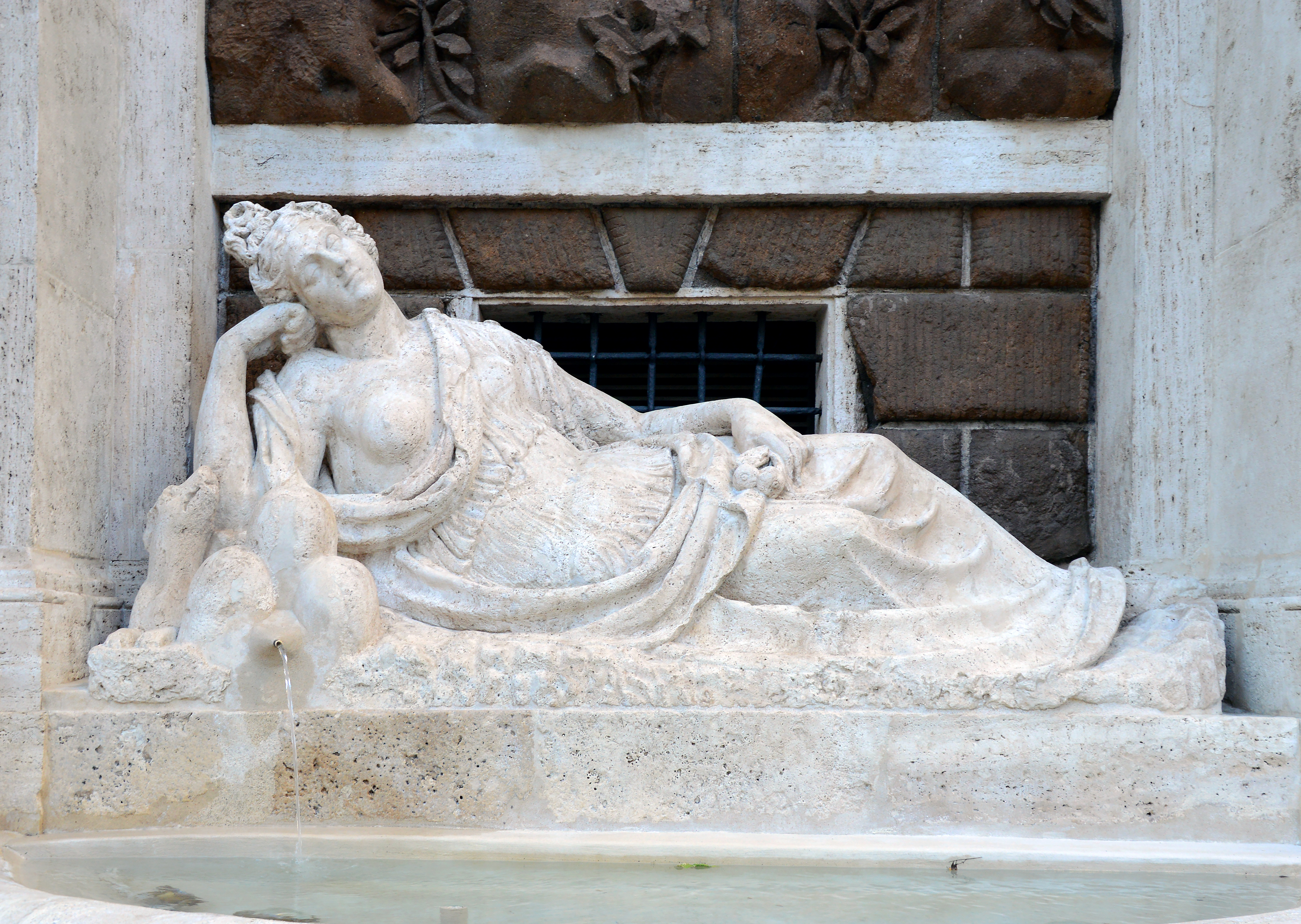
狄安娜
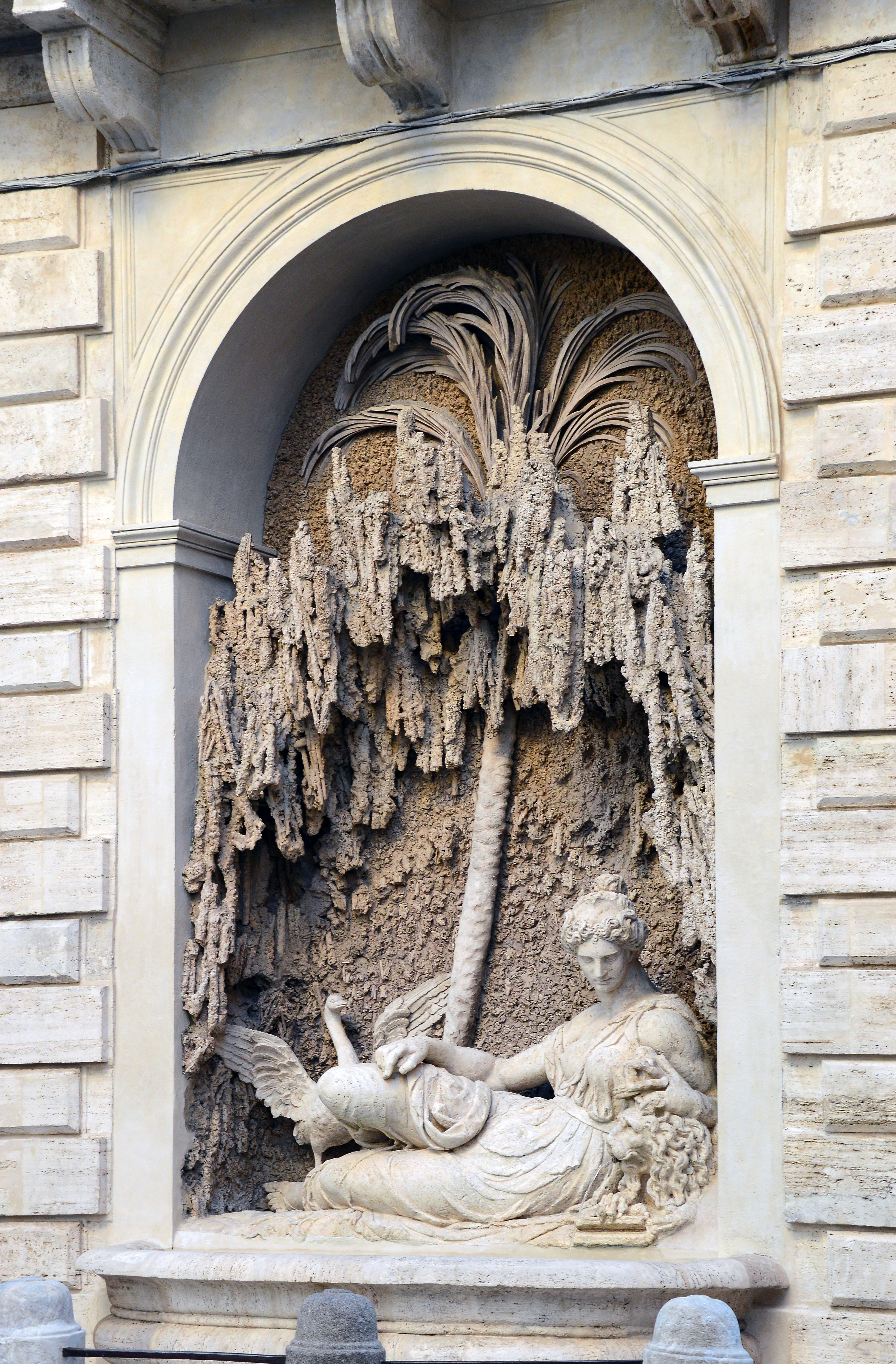
朱诺

41°54′7.07″N 12°29′26.58″E / 41.9019639°N 12.4907167°E